# Falam (dystrykt)
Falam (birm.: ဖလမ်းခရိုင်) – dystrykt w Mjanmie, w stanie Czin.
Według spisu z 2014 roku zamieszkuje tu 167 578 osób, w tym 81 242 mężczyzn i 86 336 kobiet, a ludność miejska stanowi 18,7% populacji.
Dystrykt dzieli się na 3 townships: Falam, Tedim i Tonzaung oraz 2 subtownships: Rihkhuadal i Cikha.